# Vesthimmerlands Museum
Vesthimmerlands Museum er et statsanerkendt museum for arkæologi og nyere tids kulturhistorie og har Vesthimmerlands Kommune som sit geografiske ansvarsområde. Hovedsædet er museumsbygningen i Aars. Idéen til et himmerlandsk museum var oprindeligt Johannes V. Jensens. Han ville sikre, at en stor privat samling af oldsager forblev på egnen. Desværre nåede samlingen at blive solgt til USA, inden museet blev bygget, men tanken om et museum vandt efterhånden tilslutning. I 1920 stiftede man Vesthimmerlands Museumsforening og i 1935 blev der bygget et museum i Aars.[1] Nye udstillingsbygninger, tegnet af arkitekt Jens Bertelsen i samarbejde med Per Kirkeby, blev indviet i 1999.[2] Bygningerne hører til blandt Per Kirkebys hovedværker.
Til Vesthimmerlands Museum hører afdelingen Stenaldercenter Ertebølle, der arbejder med levende formidling af kultur- og naturlandskabet rundt om Ertebølle Hoved.

## Udstilling
På museet findes en permanent egnsspecifik udstilling med oldtid, middelalder og nyere tid i Vesthimmerland. Af kulturhistoriske genstande, kan man bl.a. se en kopi af det arkæologisk meget betydningsfulde Gundestrupkar fra ca. år 100 f.Kr., der blev fundet i Rævemosen ikke langt fra byen, samt forskellige genstande fra Borremose, hvor Borremosefæstningen fra jernalderen ligger placeret i den sydligste ende. Udstillingen rummer også flere interessante genstande fra stenalderen, f.eks. en kopi af det 5.200 år gamle dekorerede Skarpsallingkar fra Bondestenalderen, fundet i Vesthimmerland (1891) og kendt fra de danske 50-kronesedler (fra 2009).
56°48′N 9°31′Ø / 56.8°N 9.52°Ø